# Vikidia
Vikidia (pronunțat /vi.ki.dja/) este o enciclopedie gratuită, universală, multilingvă, scrisă în colaborare pe internet cu ajutorul tehnologiei wiki, creată pentru copii și adolescenți, sub administrarea Asociației Vikidia. A fost lansată în 2006 de Mathias Damour, fiind disponibilă pe web în limbile franceză, spaniolă, italiană, engleză, catalană, bască, rusă, siciliană, germană, greacă, portugheză, armeană și occitană și fiind destinată copiilor între 8 și 13 ani și la care oricine poate contribui.
Enciclopedia folosește motorul MediaWiki, iar versiunea sa franceză avea peste 30.000 articole în aprilie 2020.
Vikidia își propune, de asemenea, să promoveze participarea copiilor la redactarea sa, ca parte a unor proiectelor educaționale din învățământul primar și secundar, sau pe bază individuală.